# Drynaria pleuridioides
Drynaria pleuridioides là một loài dương xỉ trong họ Polypodiaceae. Loài này được Pr. mô tả khoa học đầu tiên năm 1866.
Danh pháp khoa học của loài này chưa được làm sáng tỏ. 